# Olivier Marteel
Olivier Marteel (Nieuwpoort, 10 de mayo de 1969) es un árbitro de snooker belga. Supervisa partidos del World Snooker Tour.

## Biografía
Natural del municipio belga de Nieuwpoort, reside en la actualidad en Gijverinkhove. Se colegió como árbitro en 1994 y entró a formar parte del circuito profesional en 2006. Arbitró una final del Campeonato Mundial de Snooker por primera vez en 2015, cuando en el Crucible Theatre se enfrentaron Stuart Bingham y Shaun Murphy; era el primer belga que lo hacía y la segunda persona de la Europa continental tras Jan Verhaas. Siete años después, en 2022, repitió, esta vez para ver cómo Ronnie O'Sullivan levantaba su séptimo trofeo al derrotar a Judd Trump. Además de en campeonatos mundiales, ha arbitrado también las finales del Masters de 2016 y 2018 y las del Campeonato del Reino Unido de 2016 y 2020. Más allá de arbitrar, también juega, y ha conseguido tacadas de 133 puntos entrenando y de 78 en competición. Sanitario de primera línea, durante la pandemia de COVID-19 se desempeñó como enfermero, a pesar de haberse formado en radiología.